# 유럽 요리

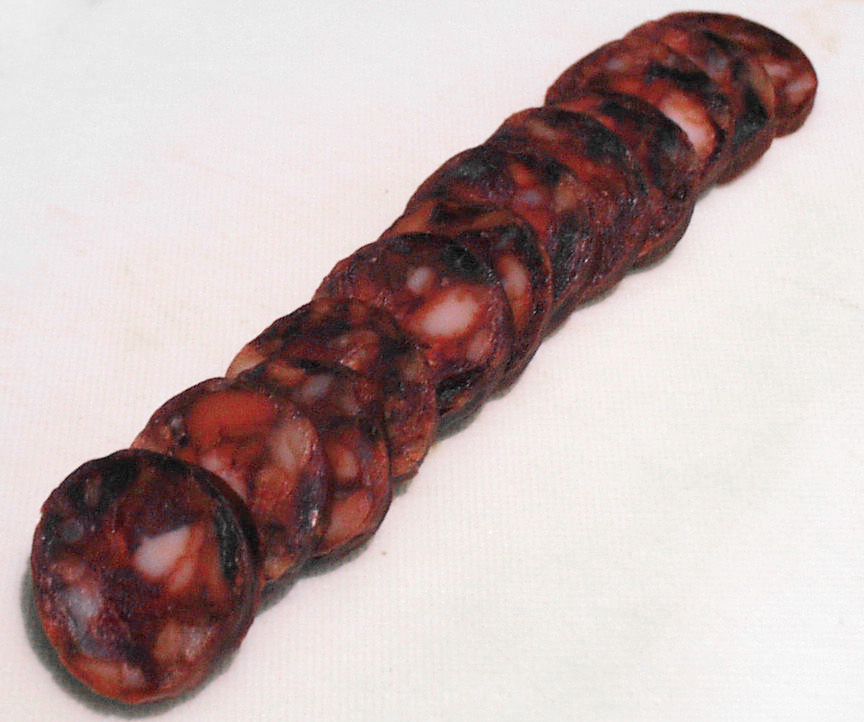
스페인 초리조

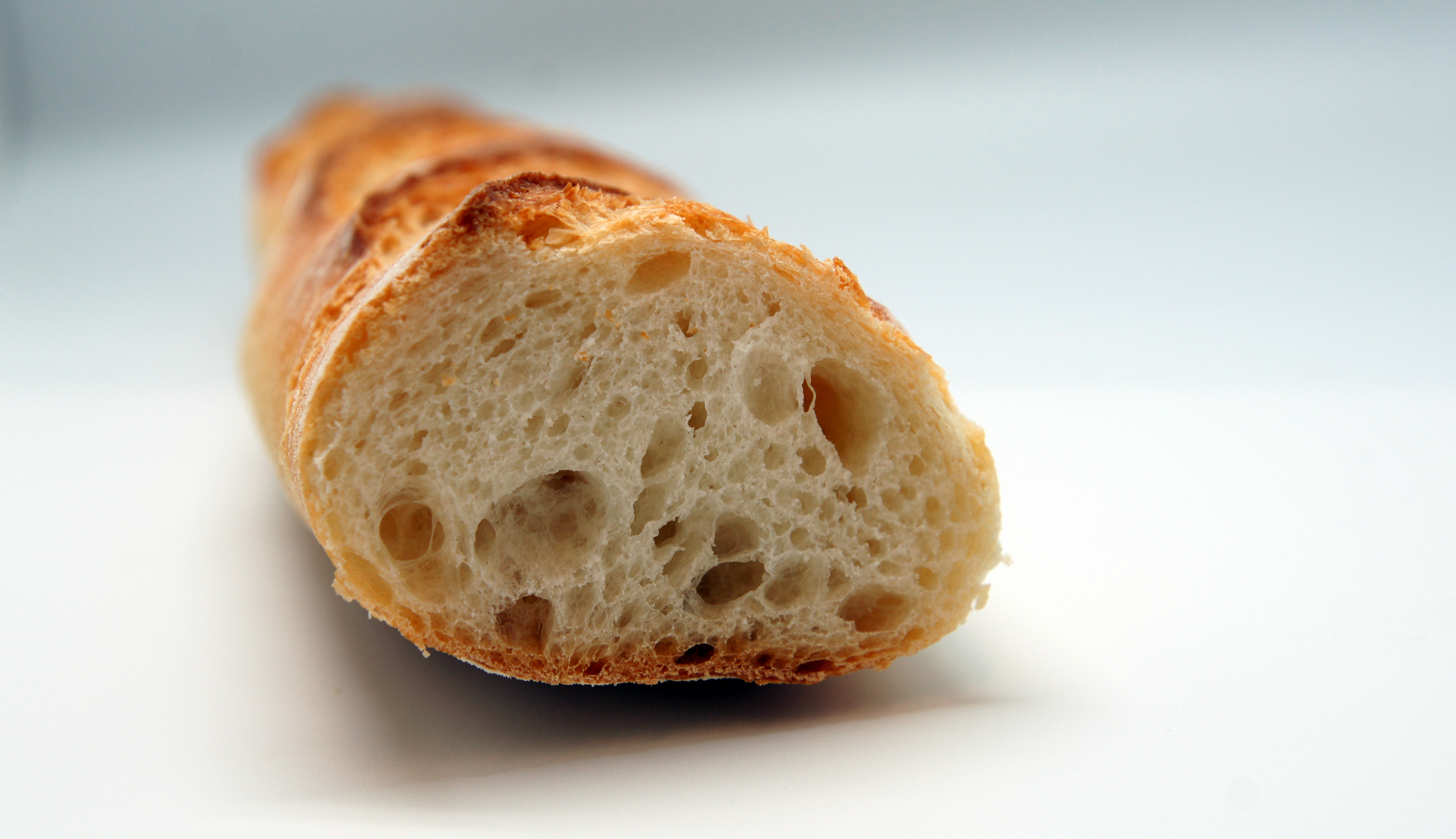
프랑스 바게트

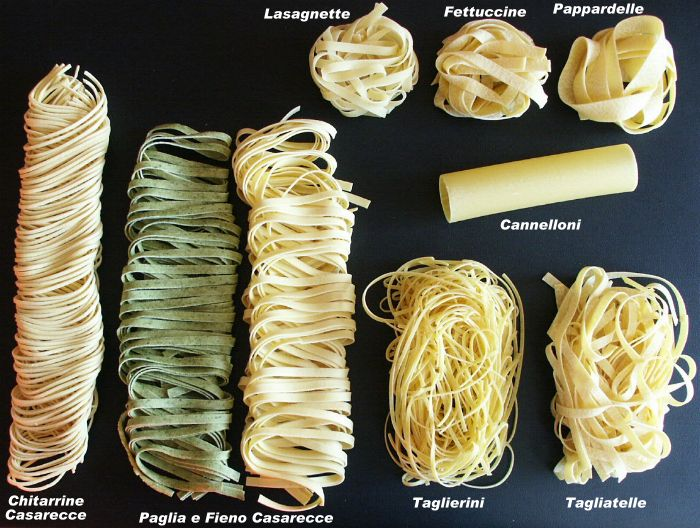
이탈리아 파스타

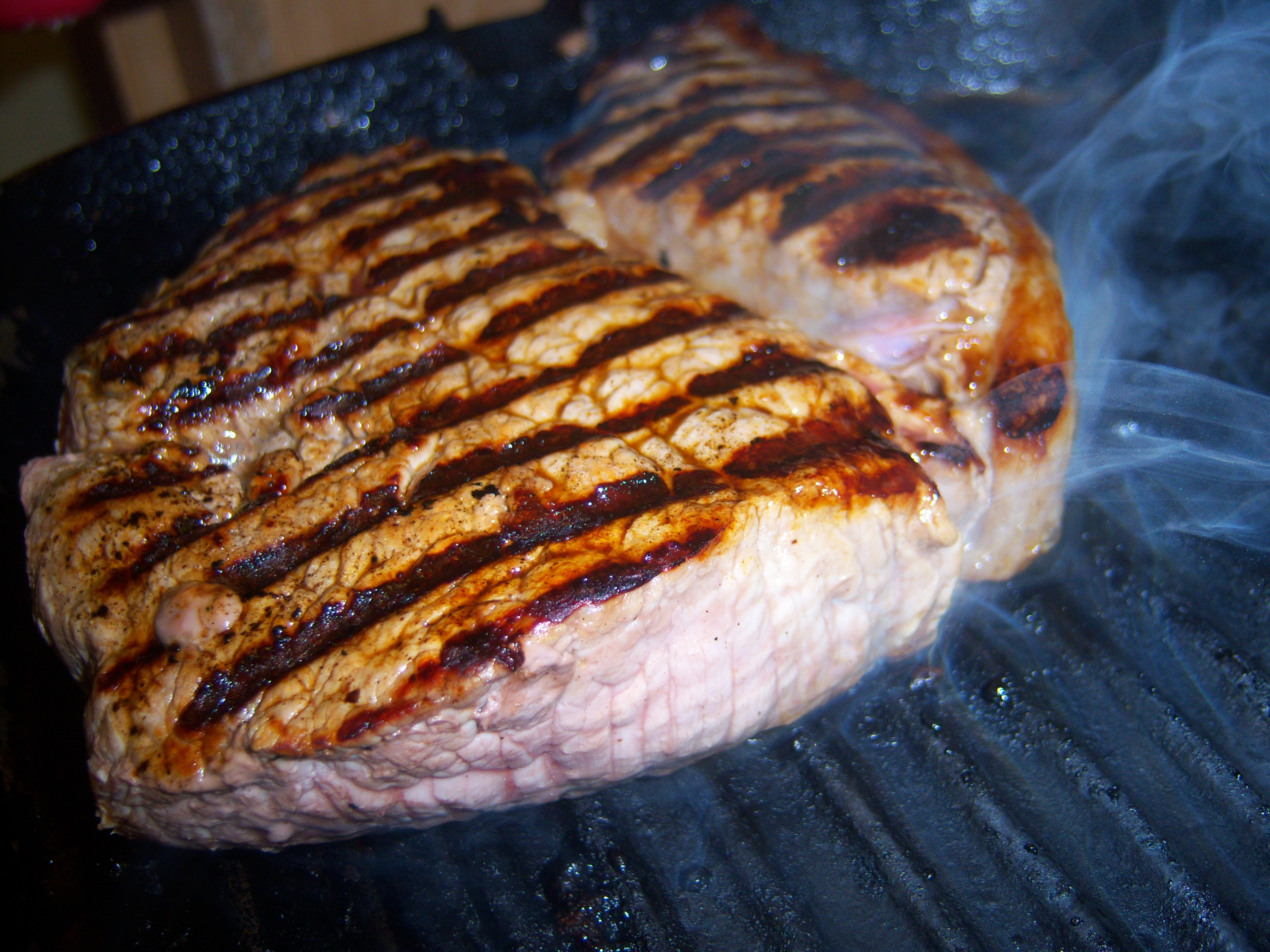
직화구이 스테이크

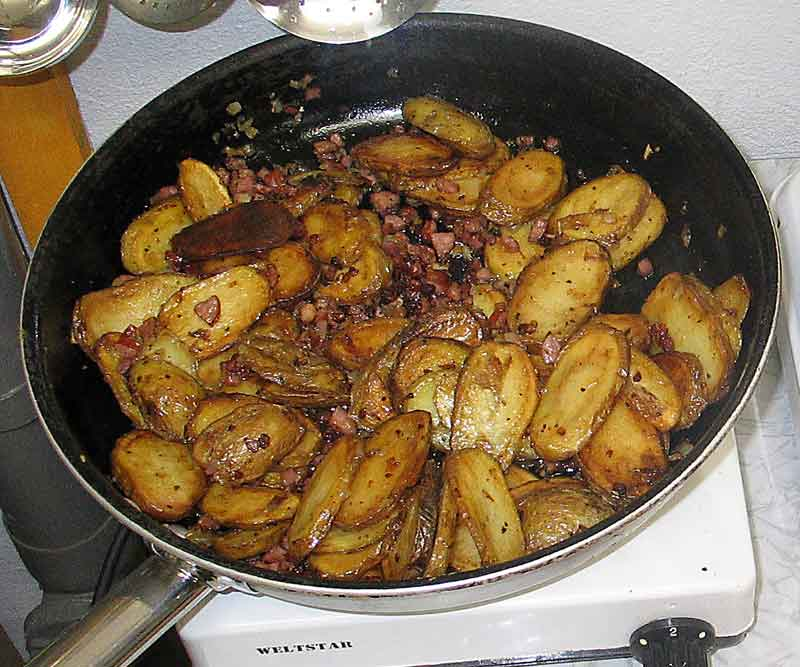
저먼 프라이

유럽 요리(Europe 料理)는 유럽 대륙의 요리이다. 영국 등지를 제외한 유럽 대륙의 요리를 콘티넨털 요리(continental 料理)로 부르기도 한다.

## 분류
지리적으로 다음과 같이 나눌 수 있다.
- 남유럽 요리
- 동유럽 요리
- 북유럽 요리
- 서유럽 요리
- 중앙유럽 요리

유럽 요리에 속하는 요리는 다음과 같다.
- 그리스 요리
- 남오세티야 요리
- 네덜란드 요리
- 노르웨이 요리
- 덴마크 요리
- 도네츠크 요리
- 독일 요리
- 라트비아 요리
- 러시아 요리
- 루간스크 요리
- 루마니아 요리
- 룩셈부르크 요리
- 리투아니아 요리
- 리히텐슈타인 요리
- 모나코 요리
- 몬테네그로 요리
- 몰도바 요리
- 몰타 요리
- 바티칸 요리
- 벨기에 요리
- 벨라루스 요리
- 보스니아 헤르체고비나 요리
- 북마케도니아 요리
- 북키프로스 요리
- 불가리아 요리
- 산마리노 요리
- 세르비아 요리
- 스웨덴 요리
- 스위스 요리
- 스페인 요리
- 슬로바키아 요리
- 슬로베니아 요리
- 아르메니아 요리
- 아르차흐 요리
- 아이슬란드 요리
- 아일랜드 요리
- 아제르바이잔 요리
- 안도라 요리
- 알바니아 요리
- 압하지야 요리
- 에스토니아 요리
- 영국 요리
- 오스트리아 요리
- 우크라이나 요리
- 이탈리아 요리
- 조지아 요리
- 체코 요리
- 카자흐스탄 요리
- 코소보 요리
- 크로아티아 요리
- 키프로스 요리
- 튀르키예 요리
- 트란스니스트리아 요리
- 포르투갈 요리
- 폴란드 요리
- 프랑스 요리
- 핀란드 요리
- 헝가리 요리

## 같이 보기
- 서양 요리
- 세계 요리
- 지중해 요리